# Aston Martin DBR4
Aston Martin DBR4/250, běžně označovaný jednoduše jako DBR4, byl závodní vůz Formule 1, který navrhl Ted Cutting pro výrobce sportovních vozů Aston Martin. Po pozoruhodných úspěších v závodech sportovních vozů od poloviny do konce 50. let 20. století – které vyvrcholily vítězstvím ve vytrvalostním závodě 24 hodin Le Mans a titulem v Mistrovství světa sportovních vozů v roce 1959 – měl vůz DBR4 zopakovat tento úspěch v nejvyšší kategorii motorsportu.
Vůz DBR4 byl z velké části založen na sportovním voze DB3S a vypůjčil si základní uspořádání podvozku a motoru tohoto vozu. Ačkoli byl testován již v roce 1957, svůj debut v mistrovství světa si vůz DBR4 odbyl až při Grand Prix Nizozemska 1959, kde ho řídili Roy Salvadori a Carroll Shelby. Nicméně, jeho dlouhé období vývoje způsobilo, že v době, kdy konečně vstoupil do soutěže, byla velká část jeho koncepce a technologie nahrazena a vůz nebyl úspěšný. Vůz DBR4 byl počátkem roku 1960 nahrazen lehčím vozem Aston Martin DBR5, ale když ani tento vůz nedokázal poskytnout konkurenceschopné výsledky, tak Aston Martin opustil Formuli 1, aby se mohl soustředit na své úspěšnější projekty sportovních vozů.

## Design
O potenciálním závodním voze Aston Martin s otevřenými koly se mluvilo již v roce 1955 a narychlo vyrobený prototyp byl začátkem roku 1956 testován v závodech v Austrálii a na Novém Zélandu a byl řízený Regem Parnellem. Po úspěších v tomto experimentu a navzdory tomu, že většina závodního oddělení Astonu byla plně zaměstnána programem sportovních vozů, se Aston Martin rozhodl pro vstup do Formule 1. Důraz společnosti na soutěže sportovních vozů však znamenal, že pozornost byla často odváděna od programu Formule 1 a zpoždění ve vývoji bylo běžné téměř od samého počátku.

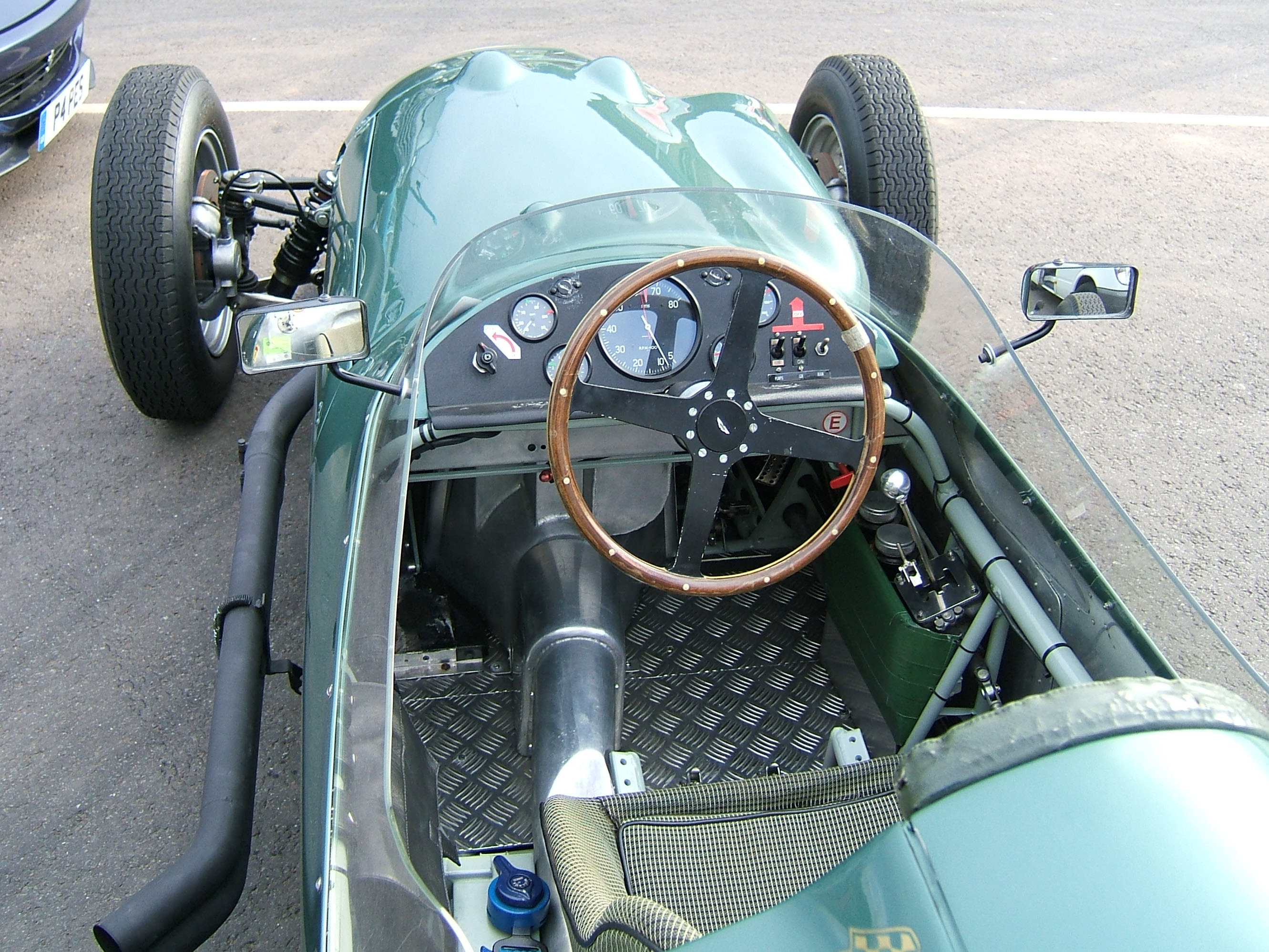
Kokpit vozu Aston Martin DBR4, ukazující velkorysé proporce podvozku a detaily jeho konstrukce prostorového rámu.

Podvozek DBR4, který vycházel ze zavedené šablony silničního a sportovního vozu Aston Martin, byl konvenční konstrukce prostorového rámu s hliníkovou karoserií. Pod slupkou byl základní design vozu DBR4 blízce příbuzný sportovnímu vozu DB3S z roku 1956, ale jeho doplňkové komponenty byly těsněji zabaleny, aby se uzavřely do menší, jednomístné karoserie. Ačkoli někteří výrobci začali používat testování v aerodynamickém tunelu pro závodní vozy, jako třeba Bristol 450, aerodynamika jako věda byla stále v plenkách, pokud jde o silniční vozidla. V důsledku toho, ačkoliv se karoserie vozu DBR4 zdála štíhlá a aerodynamická, efekt byl zmařen rozhodnutím namontovat velký přívod vzduchu na stranu kapoty a nainstalovat relativně vysoké, téměř svislé čelní sklo.
O zavěšení se starala dvojitá příčná ramena s vinutými pružinami a teleskopickými tlumiči vpředu a trubkovým systémem de Dion s torzními tyčovými pružinami vzadu. Zatímco v začátku padesátých let bylo toto uspořádání nejmodernější, v době, kdy se vůz DBR4 poprvé objevil na veřejnosti, většina výrobců závodních automobilů přecházela na nezávislé odpružení všech kol, které nabízelo lepší ovladatelnost, trakci a přilnavost k vozovce než starší systém používaný v zadní části Astonu. Vůz DBR4 byl posledním novým vozem, který používal systém de Dion. Stejný systém odpružení měl být přizpůsoben sportovnímu vozu DBR3, který byl vyvíjen ve stejné době jako vůz DBR4, ale bylo od něho opuštěno méně než o rok později, kdy byl vůz DBR3 považován za selhání. Aby se vůz zastavil, byly po celém obvodu namontovány kotoučové brzdy Girling .
Vůz DBR4 také sdílel základní konstrukci motoru Aston Martin s OHC a šestiválcovým řadovým motorem, ale byl upraven, aby se jeho objem snížil na 2,5 litru. Přestože konstrukce Tadeka Marka byla ve své podobě 3,7litrového silničního vozu spolehlivou a výkonnou jednotkou, závodní motor se sníženou kapacitou se těžce vyrovnal s těžkým podvozkem a špatnou aerodynamikou a časté poruchy motoru zkazily krátkou závodní kariéru vozu DBR4. Aston Martin si zapsal 280 koňských sil jako výkon pro motor vozu DBR4. V té době však bylo běžnou praxí přehánět výkon motoru a realističtější hodnota se blíží 250 koňským silám. Tato hodnota byla stále vyšší než u Coventry Climax se čtyřválcovým řadovým motorem, používaného současnými výrobci jako Lotus a Cooper, ale motor Aston Martin vážil znatelně více. Motor poháněl zadní kola přes proprietární převodovku David Brown, kterou poskytli majitelé Aston Martin.
V letech 1957 až 1959 byly vyrobeny celkem čtyři vozy Aston Martin DBR4, přičemž dodnes přežily tři. Závodní tým Aston Martin uznal své nedostatky a přepracoval vůz DBR4 na vůz DBR5 pro sezónu 1960. Vůz DBR5 byl menší a lehčí a úpravy motoru znamenaly, že se výkon konečně přiblížil číslu, které původně tvrdila dílna Aston Martin. Vůz DBR5 se také mohl pochlubit zcela nezávislým odpružením, ale výsledky se oproti výsledkům vozu DBR4 nezlepšily a oba vozy DBR5 byly nakonec sešrotovány.

## Soutěžní kariéra

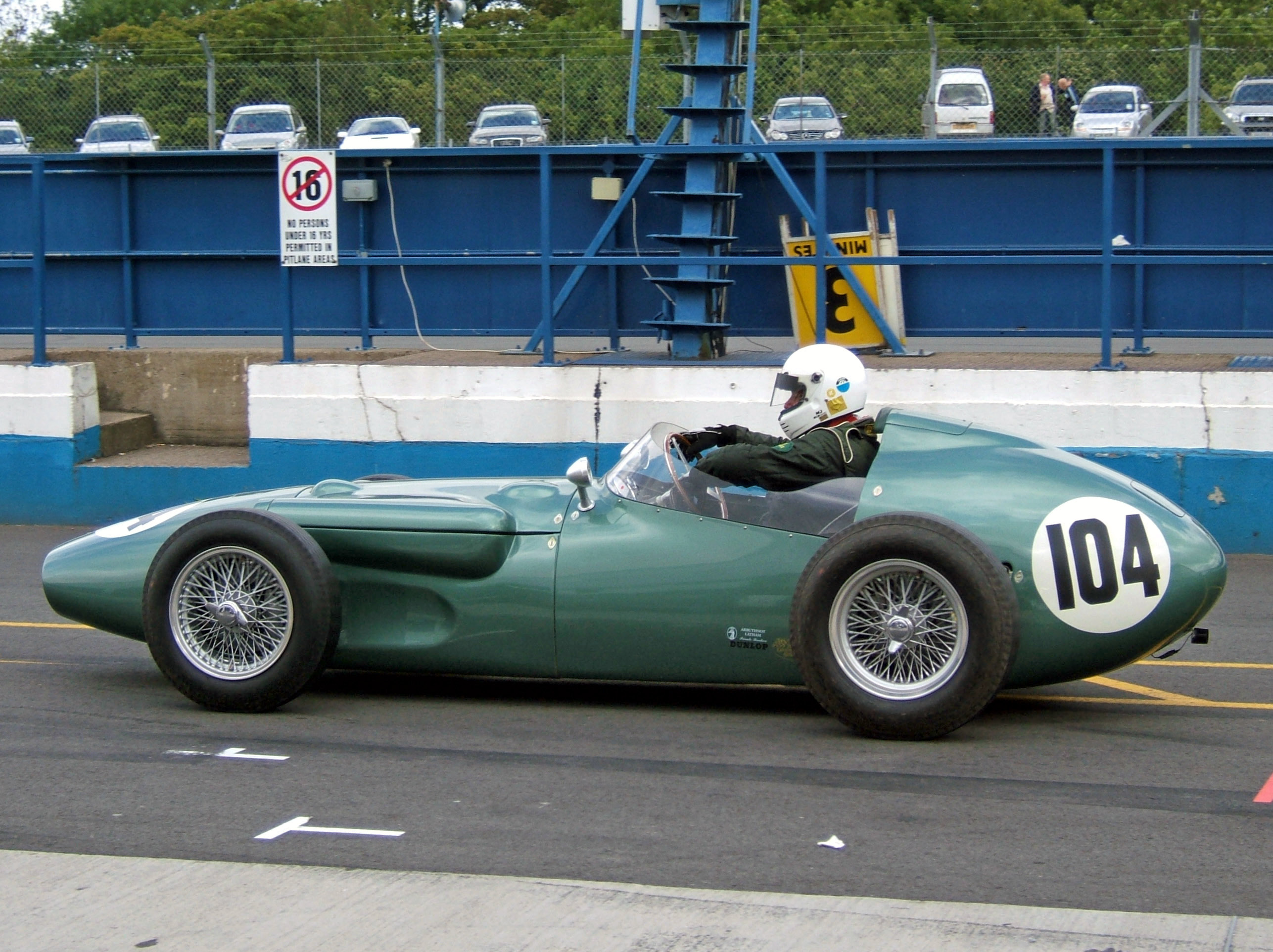
Vůz Aston Martin DBR4 měl elegantní tvar karoserie, narušovaný velkými otvory pro přívod vzduchu a vzpřímeným čelním sklem.

Vůz Aston Martin DBR4 byl veřejnosti představen v dubnu 1959 a svou soutěžní premiéru si odbyl 2. května v nemistrovském závodě BRDC International Trophy na Silverstonu. Přihlášeny byly dva vozy, pro tovární jezdce Roya Salvadoriho a Carrolla Shelbyho. Salvadori okamžitě začal ve voze ukazovat jistý potencionál a zapsal si třetí nejrychlejší čas v kvalifikaci, porazili ho pouze Britové Stirling Moss a Tony Brooks, jedoucí na vozech BRP a BRM P25 a pracovním Ferrari 246 Dino. Shelby také zajel několik rychlých časů na kolo a obsadil šesté místo. V závodě odstoupili Brooks i Moss s mechanickými problémy. Astony si vedly většinu závodu bezchybně, než Shelbymu selhalo olejové čerpadlo dvě kola před cílem. Umístil se šestý, se ztrátou dvou kol. Salvadori byl však dobře rozjetý a tvrdě soupeřil o vedení. Zajel nejrychlejší kolo závodu a skončil na druhém místě za Cooperem-Climaxem Jacka Brabhama.

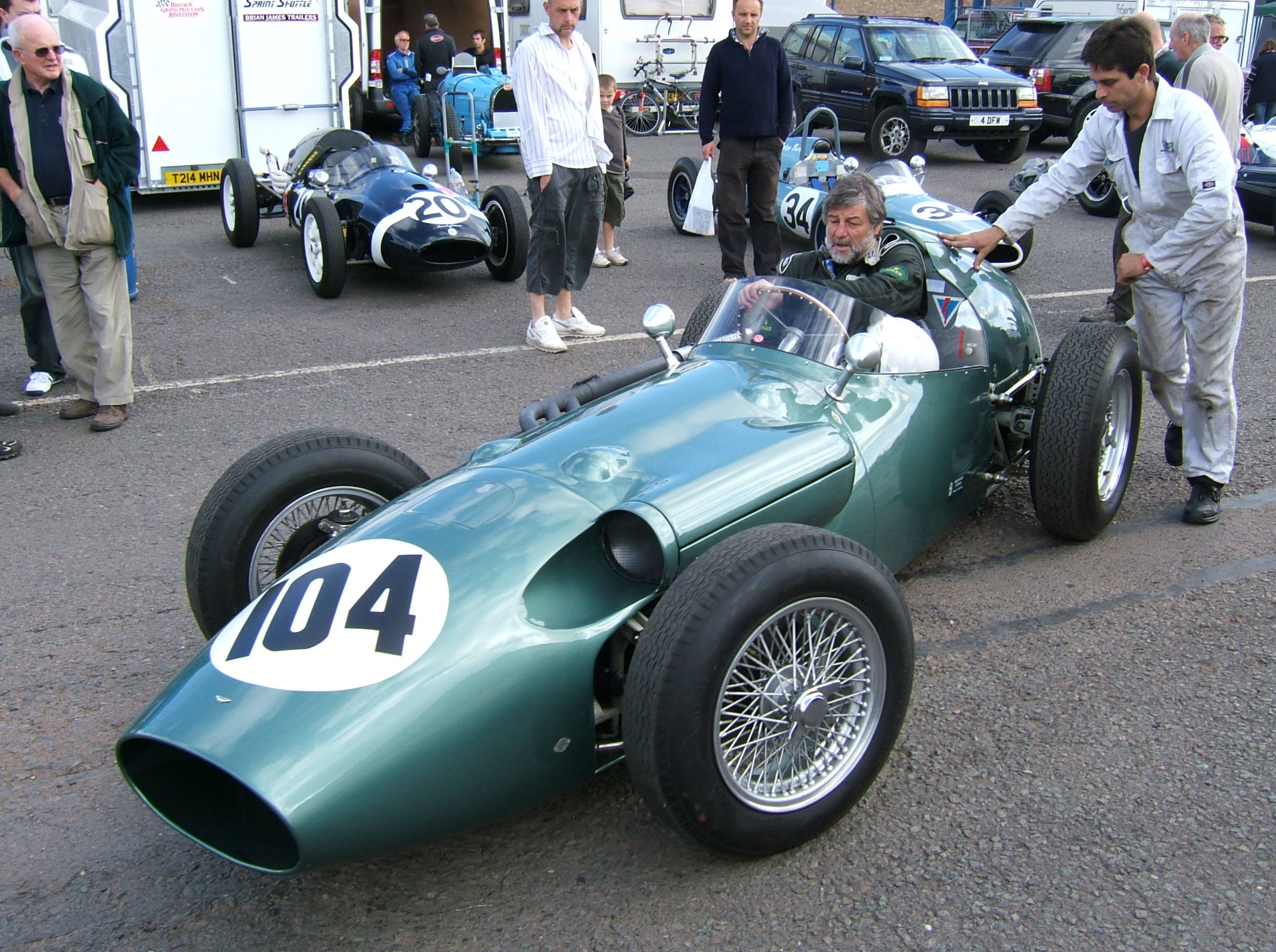
Nastartovaný vůz DBR4 v paddocku v Donington Parku v roce 2007.

Při debutu vozu DBR4 v mistrovství světa při Grand Prix Nizozemska 31. května 1959 dokázali Shelby a Salvadori v kvalifikaci zajet pouze 10. a 13. místo. Během závodu oba vozy podlehly v prvních kolech problémům s motorem a odstoupily. Další zpoždění a posunuté priority znamenaly, že světle zelené Astony se objevily pouze na dalších třech závodech sezóny 1959. Během této doby vozy DBR4 nedokázaly získat ani jediný bod a jejich nejlepšími výsledky byla dvojice 6. míst Salvadori, které získal v britském a portugalském závodě. Po druhém neuspokojivém výsledku v BRDC International Trophy (Trintignant byl desátý a Salvadoriho motor selhal ve 4. kole) se osamocený vůz DBR4 objevil v tréninku pro Grand Prix Nizozemska 1960, do jehož kokpitu usedl Salvadori. Vůz byl ušetřen další možné ostudy, když spor o peníze kvůli startu způsobil, že Aston Martin odstoupil ještě před startem.
Vozy DBR4 byly v polovině roku 1960 poslány do Austrálie pro místní závodníky Lexe Davisona a Biba Stillwella, aby mohly soutěžit v závodech Formula Libre národního šampionátu Austrálie a Nového Zélandu. Auto vybavené 3,0litrovým motorem fungovalo mnohem lépe, než tomu bylo během jeho krátkého působení ve Formuli 1. Davison obsadil druhé místo při Grand Prix Austrálie v roce 1960.

## Kompletní výsledky ve Formuli 1
| Legenda k tabulce | Legenda k tabulce                                                                       |
| Barva             | Výsledek                                                                                |
| ----------------- | --------------------------------------------------------------------------------------- |
| Zlatá             | Vítěz                                                                                   |
| Stříbrná          | 2. místo                                                                                |
| Bronzová          | 3. místo                                                                                |
| Zelená            | Bodované umístění                                                                       |
| Modrá             | Nebodované umístění                                                                     |
| Modrá             | Dokončil neklasifikován (NC)                                                            |
| Fialová           | Odstoupil (Ret)                                                                         |
| Červená           | Nekvalifikoval se (DNQ)                                                                 |
| Červená           | Nepředkvalifikoval se (DNPQ)                                                            |
| Černá             | Diskvalifikován (DSQ)                                                                   |
| Bílá              | Nestartoval (DNS)                                                                       |
| Bílá              | Závod zrušen (C)                                                                        |
| Světle modrá      | Pouze trénoval (PO)                                                                     |
| Světle modrá      | Páteční testovací jezdec (TD)                                                           |
| Bez barvy         | Netrénoval (DNP)                                                                        |
| Bez barvy         | Vyřazen (EX)                                                                            |
| Bez barvy         | Nepřijel (DNA)                                                                          |
| Bez barvy         | Odvolal účast (WD)                                                                      |
| Bez barvy         | Nezúčastnil se (prázdné)                                                                |
| Označení          | Význam                                                                                  |
| Tučnost           | Pole position                                                                           |
| Kurzíva           | Nejrychlejší kolo                                                                       |
| †                 | Jezdec nedojel do cíle, ale byl klasifikován, protože odjel více než 90 % délky závodu. |
| ‡                 | Byl udělován poloviční počet bodů, protože bylo odjeto méně než 75 % délky závodu.      |
| Horní index       | Umístění bodujících jezdců ve sprintu                                                   |

| Rok    | Motor                                      | Pneumatiky | Jezdci         | 1   | 2   | 3   | 4   | 5   | 6   | 7   | 8   | 9   | 10  | Body | Umístění |
| ------ | ------------------------------------------ | ---------- | -------------- | --- | --- | --- | --- | --- | --- | --- | --- | --- | --- | ---- | -------- |
| 1959   | Aston Martin OHC Šestiválcový řadový motor | A          |                | MON | 500 | NED | FRA | GBR | GER | POR | ITA | USA |     | 0    | —        |
| 1959   | Aston Martin OHC Šestiválcový řadový motor | A          | Roy Salvadori  |     |     | Ret |     | 6   |     | 6   | Ret |     |     | 0    | —        |
| 1959   | Aston Martin OHC Šestiválcový řadový motor | A          | Carroll Shelby |     |     | Ret |     | Ret |     | 8   | 10  |     |     | 0    | —        |
| 1960   | Aston Martin OHC Šestiválcový řadový motor | D          |                | ARG | MON | 500 | NED | BEL | FRA | GBR | POR | ITA | USA | 0    | —        |
| 1960   | Aston Martin OHC Šestiválcový řadový motor | D          | Roy Salvadori  |     |     |     | DNS |     |     |     |     |     |     | 0    | —        |
| Zdroj: |                                            |            |                |     |     |     |     |     |     |     |     |     |     |      |          |

## Kompletní výsledky nemistrovských závodů
| Legenda k tabulce | Legenda k tabulce                                                                       |
| Barva             | Výsledek                                                                                |
| ----------------- | --------------------------------------------------------------------------------------- |
| Zlatá             | Vítěz                                                                                   |
| Stříbrná          | 2. místo                                                                                |
| Bronzová          | 3. místo                                                                                |
| Zelená            | Bodované umístění                                                                       |
| Modrá             | Nebodované umístění                                                                     |
| Modrá             | Dokončil neklasifikován (NC)                                                            |
| Fialová           | Odstoupil (Ret)                                                                         |
| Červená           | Nekvalifikoval se (DNQ)                                                                 |
| Červená           | Nepředkvalifikoval se (DNPQ)                                                            |
| Černá             | Diskvalifikován (DSQ)                                                                   |
| Bílá              | Nestartoval (DNS)                                                                       |
| Bílá              | Závod zrušen (C)                                                                        |
| Světle modrá      | Pouze trénoval (PO)                                                                     |
| Světle modrá      | Páteční testovací jezdec (TD)                                                           |
| Bez barvy         | Netrénoval (DNP)                                                                        |
| Bez barvy         | Vyřazen (EX)                                                                            |
| Bez barvy         | Nepřijel (DNA)                                                                          |
| Bez barvy         | Odvolal účast (WD)                                                                      |
| Bez barvy         | Nezúčastnil se (prázdné)                                                                |
| Označení          | Význam                                                                                  |
| Tučnost           | Pole position                                                                           |
| Kurzíva           | Nejrychlejší kolo                                                                       |
| †                 | Jezdec nedojel do cíle, ale byl klasifikován, protože odjel více než 90 % délky závodu. |
| ‡                 | Byl udělován poloviční počet bodů, protože bylo odjeto méně než 75 % délky závodu.      |
| Horní index       | Umístění bodujících jezdců ve sprintu                                                   |

| 1959 | Aston Martin OHC Šestiválcový řadový motor | A |                     | GLV | AIN | INT | IGC | SCT |     |     |
| 1959 | Aston Martin OHC Šestiválcový řadový motor | A | Roy Salvadori       |     |     | 2   |     |     |     |     |
| 1959 | Aston Martin OHC Šestiválcový řadový motor | A | Carroll Shelby      |     |     | 6   |     |     |     |     |
| 1960 | Aston Martin OHC Šestiválcový řadový motor | D |                     | RSA | CBA | GLV | INT | SCT | LOM | IGC |
| 1960 | Aston Martin OHC Šestiválcový řadový motor | D | Roy Salvadori       |     |     |     | Ret |     |     |     |
| 1960 | Aston Martin OHC Šestiválcový řadový motor | D | Maurice Trintignant |     |     |     | 10  |     |     |     |